# Saison 1959-1960 du Boucau stade
 (février 2011).
Cette page présente la saison 1959-1960 du Boucau Tarnos stade en championnat de France de rugby à XV de première division.

## Récit de la saison
Pour la saison 1959-1960, le Boucau stade évolue en première division dans une poule avec deux derbys (Hendaye et Dax) mais également 4 déplacements lointain (Chambéry, Chalon-sur-Saône, Romans et Grenoble). Après 2 saisons consécutives en 1re division, le BS redescend et retrouve la 2e division qu'il avait quitté lors de la saison 1957-58.

## La saison
Le club boucalais est versé dans la poule de Chalon-sur-Saône, Grenoble, Hendaye, Chambéry, Tarbes, Romans & Dax. 3 victoires à domicile (Chalon-sur-Saône, Chambéry & Romans) insuffisantes. 1 nul contre Hendaye à Pique. À la fin de cette saison le BS descend en 2e division (appelé Fédérale).
À la fin de la saison, Serge Bié (centre) signe au SBUC, ce qui lui permet de rester en 1re division.

## Effectif
| Rang | Nom                         | Poste            | parcours      |
| 1    | André Gaston                | Talonneur        |               |
| 2    | Laurent Bidegaray           | Pilier           |               |
| 3    | André Dartigoueyte          | Pilier           | formé au club |
| 4    | Michel Herrero              | Pilier           |               |
| 5    | Albert Champagne            | 2e ligne         | formé au club |
| 6    | Léon Brouzeng               | 2e ligne         | formé au club |
| 7    | Jean Pailhauge              | 2e ligne         | formé au club |
| 8    | Manuel (dit "Manolo") Perez | 3e ligne         | formé au club |
| 9    | Louis Barreyre              | 3e ligne         |               |
| 10   | Dominique Larroudé          | 3e ligne         |               |
| 11   | Pierre Désarménien          | Demi de mêlée    | formé au club |
| 12   | Michel Haurieu              | Demi d'ouverture | formé au club |

| Rang | Nom              | Poste             | parcours      |
| 13   | Serge Bié        | Demi d'ouverture  | BEC           |
| 14   | Etienne Peret    | Demi d'ouverture  |               |
| 15   | Gabriel Crampes  | Centre            |               |
| 16   | Louis Batbedat   | Ailier            |               |
| 17   | Henri Desperges  | Ailier            |               |
| 18   | Jean Eymonnet    | Ailier            |               |
| 19   | Jean Solhonne    | Ailier            |               |
| 20   | Maurice Tarditz  | Ailier            |               |
| 21   | J. Lassus        |                   |               |
| 22   | J. Lassus "II"   |                   |               |
| 23   | Hubert Champagne | Ailier ou arrière | formé au club |